# Postlagernd Turteltaube
Postlagernd Turteltaube ist ein deutscher Spielfilm aus dem Jahre 1952 von Gerhard T. Buchholz, der einen Beitrag zum Kalten Krieg aus westlicher Sicht liefert und sich kritisch mit dem Sozialismus auseinandersetzt. Barbara Rütting gab in diesem Ensemblefilm ihren Einstand vor der Kamera.

## Handlung
Die Geschichte spielt, ohne es explizit zu sagen, im geteilten Deutschland der frühen 1950er Jahre und versinnbildlicht die Spaltung, den durch die Ideologisierung Osteuropas gezogenen tiefen Graben, der sich nicht nur durch das Land und die Nation, sondern sogar durch ganze Familien zieht. Da gibt es den freien Westen, die noch junge Bundesrepublik, und dort den unfreien Osten, einen vom Stalinismus geprägten, zutiefst ideologisierten Teilstaat, die DDR. Wolfgang Hartung und Lena Forche sind Teil dieser beiden Extreme, die als Antipoden zugleich vortreffliche Repräsentanten beider Weltanschauungen sind. Wolfgang und Lena sind Geschwister und haben sich infolge Krieges und früher Nachkriegszeit seit Jahren nicht mehr gesehen. Als sie erstmals wieder aufeinander treffen, begegnen sie sich nicht nur als Fremde, sie scheinen gleich zweier Geschöpfe von grundverschiedenen Planeten: Hartung ist ein gläubiger SED-Aparatschik geworden, der fest an seine Mission vom Gelingen des Sozialismus glaubt, Lena wiederum wurde in den vergangenen Jahren vom Freiheitsgeist und Liberalismus der Westmächte geprägt und ist geschockt von der ideologischen Verblendung ihres Bruders.
Zwischen den Geschwistern kommt es zu einem Streit: Die ungleichen Geschwister verabreden ein gewagtes Experiment. Hartung soll einen Brief entwerfen und den mit wortgleichem Inhalt durch jeden Tür-Postschlitz von fünf Mietern „seines“ Mehrfamilienhauses, dem er auch als von der SED gestellter, linientreuer Vertrauensmann dient, einwerfen. Dieses Schreiben ist ein sehr allgemein gehaltener, anonymer Warnbrief. Alles sei herausgekommen, steht da bedeutungsschwanger, und jeder Briefleser möge sich schnellstens zu einer bestimmten Adresse in den Westen begeben, denn dort würde man Näheres unter der Chiffre "Postlagernd Turteltaube" erfahren. Wolfgang ist fest von der Umformung „seiner Leute“ zum sozialistischen Menschen überzeugt; er glaubt, dass sich niemand von derlei „Versuchung“ irre machen lassen werde: nicht die junge Lehrerin, nicht der Pressezeichner, ein mieser Erpresser und Spitzel, auch nicht ein Universitätsprofessor mit Gattin und Schwiegermutter oder der enteignete Lebensmittelhändler mit Frau und drei Söhnen und schon gar nicht der zum Volksrichter aufgestiegene Monteur. Der Glaube an den Sozialismus als besserer Lebensentwurf gegenüber den Versuchungen des Westens werde auf jeden Fall obsiegen.
Lena Forche hält dagegen. Sie ist davon überzeugt, dass selbst ein so allgemein gehaltenes Warnschreiben nackte Panik bei den Angeschriebenen hervorrufen werde, egal ob sich jemand etwas, nach sozialistischer Lesart, zuschulde kommen ließ oder nicht. Sie hat nämlich bei einer Hausversammlung trotz aller eindringlicher Propagandareden und forcierter „freiwilliger“ Meldungen nur Angst und Bedrücktheit unter den Angesprochenen beobachtet. Und tatsächlich kommt es so, wie Lena vorausgesagt hat: Alle Briefempfänger packen rasch ihre sieben Sachen und fliehen Hals über Kopf in den Westen, wo sie versuchen werden, eine neue Existenz aufzubauen. Lenas Westadresse wird zum Sammelpunkt von "Postlagernd Turteltaube", und alle „Republikflüchtigen“ finden sich dort nacheinander ein. Schließlich setzt sich selbst Hartung, der Funktionär, von den eigenen Leuten der Konterrevolution geziehen, über die damals noch offene Grenze ab und flieht, abgerissen, verdreckt und hungrig, heimlich zu seiner Schwester zurück. Sein Glauben an Sozialismus und die Allmacht der Partei ist einer neuen Nachdenklichkeit gewissen. Er und die anderen Mietshausflüchtlinge können nun ein neues Leben ohne ständige Angst beginnen.
Die unscheinbare Ost-Lehrerin Ilse Krüger beispielsweise, die in der neuen Heimat nicht mehr in ihrem alten Beruf arbeiten kann, startet im Westen eine Karriere als Mannequin, während der Ost-Professor Gomoll im Westen wieder ganz von vorn anfangen muss und als Nachtwächter über die Runden zu kommen versucht. Im ebenso nachtdunklen wie menschenleeren Kunstgeschichts-Hörsaal einer Universität hält er noch einmal, in wehmütiger Erinnerung an sein früheres Ich, eine gespenstisch wirkende Scheinvorlesung. „Der Film mündet in eine Ansprache gegen die Angst“, wie Der Spiegel 1952 vermerkte. „Ein Flüchtling hält sie. Er sagt, er habe immer Angst gehabt, damals vor dem Blockwart, später vor dem Hausobmann. Wegen dieser Apotheose deklarierte Buchholz "Postlagernd Turteltaube" als "Komödie gegen die Angst". Er widmet sie dem Osten so gut wie dem "schlafmützigen Westen".“

## Produktionsnotizen
Die Dreharbeiten fanden zum Jahresbeginn 1952 in einer zu einem behelfsmäßigen Filmatelier umgewandelten Wannsee-Villa im Westen Berlins statt. Die Außenaufnahmen entstanden in Berlin-Wannsee und Umgebung. Werner Drake übernahm die Produktionsleitung, Max Arthur Bienek entwarf die Filmbauten. Der Film war in seiner ursprünglichen Fassung erstmals im Juni 1952 auf der ii. Berlinale zu sehen. In der geänderten Fassung lief er dann im Juli 1952 beim Locarno Film Festival. Die Uraufführung erfolgte am 29. Juli 1952 u. a. in Düsseldorf und Köln, die Berliner Premiere war am 29. Mai 1953 im Delphi-Kino.

## Wissenswertes
Wie Regisseur, Autor und Produzent Buchholz im „Spiegel“ versicherte, habe er angeblich nicht den Film in Deutschland angesiedelt, sondern wollte ein allgemeingültiges Statement postulieren: “Wir haben darauf verzichtet, den Film in einem bestimmten Land anzusiedeln. Ich sage nicht 'Halle' und nicht 'Düsseldorf'." Das Trautonium, das einzige Begleitinstrument des Films, intoniert nur einmal "An der Saale hellem Strande".” Und dem Elend im Osten werde auch mitnichten ein Land im Westen gegenüber gestellt, in dem Milch und Honig fließe: “Die Leute erleben den Westen ganz und gar nicht rosig.”

## Auszeichnungen
- Die FBL verlieh dem Film das Prädikat wertvoll.
- Die Debütantin Barbara Rütting erhielt 1953 in der Kategorie: Beste darstellerische Leistung, Nachwuchsschauspielerin, für ihre ersten beiden Filmrollen in Postlagernd Turteltaube und Die Spur führt nach Berlin das Filmband in Gold.

## Kritiken
Der Spiegel stellte 1952 fest: „"Postlagernd Turteltaube", der erste anti-östliche deutsche Spielfilm … wirkt rührend ärmlich und unbeholfen gegen "Frauenschicksal", den zigsten anti-westlichen Spielfilm, der zur gleichen Stunde im Ostsektor startete.“
In Heinrich Fraenkels "Unsterblicher Film. Die große Chronik. Vom ersten Ton bis zur farbigen Breitwand" sprach man von einer „Verulkung der Anfälligkeit gegen Panikstimmung“.
Der Filmdienst urteilte: „Mit geringen Produktionsmitteln unternommener Versuch, gegen den Kommerzfilm der 50er Jahre einen politischen Stoff zu realisieren, der die Angst in der DDR vor dem Überwachungsstaat und die satte Sorglosigkeit in der Bundesrepublik komödienhaft kontrastiert. (…) Simpel im Drehbuch, umständlich inszeniert, weitaus besser in Fotografie und Darstellung. Da der Film auch psychologisch nicht überzeugt, blieb die damals erwartete Diskussion aus.“